# 篠塚浩
篠塚 浩（しのづか ひろし、1962年（昭和37年）6月15日 - ）は、日本の報道記者、実業家。テレビ朝日ホールディングス（テレビ朝日HD）・テレビ朝日代表取締役社長。東京都出身。

## 来歴・人物
1986年（昭和61年）東京大学文学部卒業後、全国朝日放送株式会社（テレビ朝日）に入社。
2012年（平成24年）6月テレビ朝日HD報道局長、14年4月テレビ朝日報道局長、同年6月テレビ朝日HD取締役、テレビ朝日取締役報道局長・総合編成局担当補佐に就く。19年6月テレビ朝日常務に昇格する。
2022年（令和4年）2月、指揮系統を混乱させたうえ経費の私的流用もあったとして、亀山慶二テレビ朝日社長兼最高執行責任者（COO）が辞任し、早河洋会長兼最高経営責任者（CEO）が社長兼COOを兼務していたが、6月、テレビ朝日ホールディングス及び事業子会社のテレビ朝日社長に就任した。また朝日新聞社、朝日放送グループホールディングス、ビデオリサーチの社外取締役も務める。